# Fortuna (ort i Brasilien, Maranhão, Fortuna)
Fortuna är en ort i Brasilien.   Den ligger i kommunen Fortuna och delstaten Maranhão, i den östra delen av landet, 1 200 km norr om huvudstaden Brasília. Fortuna ligger 210 meter över havet och antalet invånare är 9 755.
Terrängen runt Fortuna är platt. Runt Fortuna är det glesbefolkat, med 19 invånare per kvadratkilometer.. Det finns inga andra samhällen i närheten.
Omgivningarna runt Fortuna är huvudsakligen savann.